# Telekgerendás
Telekgerendás (în slovacă Gerendáš) este un sat în districtul Békéscsaba, județul Békés, Ungaria, având o populație de 1.530 de locuitori (2011).

## Demografie
Componența etnică a satului Telekgerendás
     Maghiari (86,83%)
     Slovaci (12,24%)
     Necunoscut (0,37%)
     Alții (0,56%)
Componența confesională a satului Telekgerendás
     Fără religie (40,78%)
     Luterani (19,48%)
     Reformați (5,56%)
     Necunoscută (33,46%)
     Atei (0,72%)
     Alte religii (0,92%)
Conform recensământului din 2011, satul Telekgerendás avea 1.530 de locuitori. Din punct de vedere etnic, majoritatea locuitorilor (86,83%) erau maghiari, cu o minoritate de slovaci (12,24%). Apartenența etnică nu este cunoscută în cazul a 0,37% din locuitori. Nu există o religie majoritară, locuitorii fiind persoane fără religie (40,78%), luterani (19,48%) și reformați (5,56%). Pentru 33,46% din locuitori nu este cunoscută apartenența confesională.